# Ambrosiansk sång

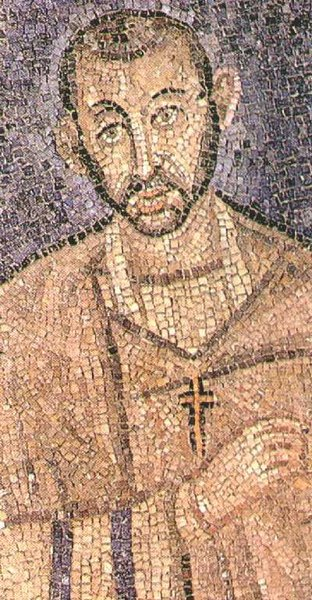
Mosaik föreställande biskop Ambrosius av Milano i katedralen S:t Ambrogio i Milano

Ambrosiansk sång kallas den typ av sång som användes under medeltiden i den ambrosianska liturgin. Den har fått sitt namn ifrån biskop Ambrosius av Milano (340-397). Han har troligen inte så mycket skapat ny sång som ordnat den gudstjänstsång som redan fanns. Liksom den senare utformade gregorianska sången är den ambrosianska enstämmig och vilar på samma grundvalar som den förra. Dock är melismatiken rikare. Det är inte ovanligt med vokaliser på omkring 200 noter. Däremot är psalmodin som Ambrosius använde enklare än den gregorianska.
Ambrosiansk sång används fortfarande i Milano, i något modifierad form.